# Potrero Cerrado
Potrero Cerrado – dystrykt w Kostaryce, w kantonie Oreamuno, w prowincji Cartago.

## Geografia
Potrero Cerrado ma powierzchnię 18,2 kilometrów kwadratowych i leży na wysokości 2 196 m n.p.m..

## Demografia
Według zliczenia ludności w 2011 roku w dystrykcie Potrero Cerrado mieszka 2 281 mieszkańców.

## Transport

### Transport drogowy
Przez dystrykt Potrero Cerrado biegną następujące drogi krajowe:
- Droga krajowa nr 219
- Droga krajowa nr 401